# Taher Jaoui
Taher Jaoui (* 1978 in Tunesien) ist ein französischer Künstler, der seit 2020 in Madrid lebt und arbeitet, nachdem er mehrere Jahre in Berlin verbracht hat. Jaoui studierte Informatik und Finanzen, bevor er 2013 in die künstlerische Tätigkeit wechselte und zunächst Collagen aus alten Fotos anfertigte. Seine Werke befinden sich in  privaten und öffentlichen Sammlungen in Europa, dem Naher Osten, in Asien und den in Vereinigte Staaten.

## Biographie
Taher Jaoui wurde 1978 in Tunesien geboren, er studierte zunächst Naturwissenschaften und machte 2007 seinen Abschluss an der Universität Paris IV (Paris-Sorbonne). Außerdem studierte er Schauspiel nach dem Stanislawski-System zwischen Paris und Los Angeles. Sein Werk ist ein Spiegelbild seiner persönlichen Geschichte, ein Sammelsurium eklektischer Reisen, die in endloser Kommunikation miteinander stehen. Im Jahr 2013 begann der Künstler seine künstlerische Reise mit der Erstellung von analogen Collagen. Sie werden hauptsächlich aus alten Familienfotos hergestellt, die auf dem Berliner Flohmarkt gefunden wurden. Diese Arbeiten eröffneten ein großes Fenster der Inspiration und Flexibilität, das auf dem Kontrast zwischen alten Fotografien und zeitgenössischen Bildern beruht.
Seit 2015 konzentriert sich Jaoui auf die Malerei und erforscht verschiedene Techniken, die es ihm ermöglichen, seine Emotionen instinktiv auf die Leinwand zu bringen. Er verwendet eine breite Palette von Farben und Texturen in einer Kombination aus Öl, Lack, Sprühfarbe, Acryl und Kohle, die ihn zu Werken führt, die zwischen Abstraktion und Gegenständlichkeit oszillieren. In vielen seiner Werke sind Fragmente von mathematischen Operationen und Formeln zu sehen, die den Rest der leuchtenden abstrakten Spuren begleiten. Technologische und mathematische Sprachen standen im Mittelpunkt des Lebens und der Karriere von Taher Jaoui. Vor seinem Sprung in die Kunstwelt arbeitete der Autor als Computeringenieur im Finanzwesen und ist somit ein Kenner solcher Sprachen und ihrer Formulierungen.

## Technik
Jaouis Werk ist beeinflusst von afrikanischer Kunst, Cartoons, der COBRA-Bewegung, dem Kubismus, dem Dadaismus, der digitalen Kunst wie der Glitch Art sowie von der Philosophie und Haltung des abstrakten Expressionismus. Der Künstler produziert seine Werke in einem kreativen Prozess, der auf Intuition und dem Unterbewusstsein basiert. Die Gemälde von Taher Jaoui sind reiche Assemblagen aus Formen, leuchtenden Farben, ausdrucksstarken Gesten sowie Zeichen und mathematischen Formeln. Durch eine Reihe von spontanen Bewegungen, die direkt von der Art und Weise inspiriert sind, wie die Leinwand auf die aufgetragenen Farbschichten und Gesten reagiert, vergleicht Jaoui seine Arbeit mit einer Tanzroutine.

## Ausstellungen

### Einzelausstellungen
- 2021
  - „Tribe of the Forgotten“, Uncommon Beauty Gallery - Space 776, New York, Vereinigten Staaten.[4]
- 2020
  - „The Circus of Life“, Srisasanti Gallery, Yogyakarta, Indonesien.[5]
- 2019
  - „Controlled Entropy: a Measure of Uncertainty or Randomness“, Galerie 81 Leonard, New York, Vereinigten Staaten.[6]
  - „Opening Dimensions“, Galerie Kremers, Berlin, Deutschland.[7]
  - „Genie in a Bottle“, Graham Modern and Contemporary Gallery, Johannesburg, Südafrika.[8]
  - „Eden Gardens“, Jinsan Gallery, Seoul, Korea.
- 2018
  - Ghaya Gallery, Tunis, Tunesien.
  - "Introducing Taher Jaoui", Oliver Cole Gallery, Miami, Vereinigten Staaten.[9]
- 2017
  - „Untitled I“, Galerie la Rotonde, Paris, Frankreich.

### Gruppenausstellungen
- 2021
  - „Blau. Rot. Deep. Square.“, Corridor Contemporary, Israel.[10]
- 2019
  - Duo-Ausstellung mit George Morton Clark, Opera Gallery, Hongkong.[11]
  - „Impossible Until it is Done with Pokras Lampas“, Opera Gallery, Dubai, Vereinigte Arabische Emirate.[12]
  - „The New Abstract – An Atlantic Bridge“, Galerie Kremers, Berlin, Deutschland.[13]
- 2018
  - „On Paper III“, Galerie Kremers, Berlin, Deutschland.[14]
- 2017
  - „EMERGEAST Auction IV“, Dubai, Vereinigte Arabische Emirate.